# Bourgueil
Bourgueil is een gemeente in het Franse departement Indre-et-Loire (regio Centre-Val de Loire). De plaats maakt deel uit van het arrondissement Chinon. Bourgueil telde op 1 januari 2022 3.648 inwoners.

## Geografie
De oppervlakte van Bourgueil bedroeg op 1 januari 2022 32,95 vierkante kilometer; de bevolkingsdichtheid was toen 110,7 inwoners per km².

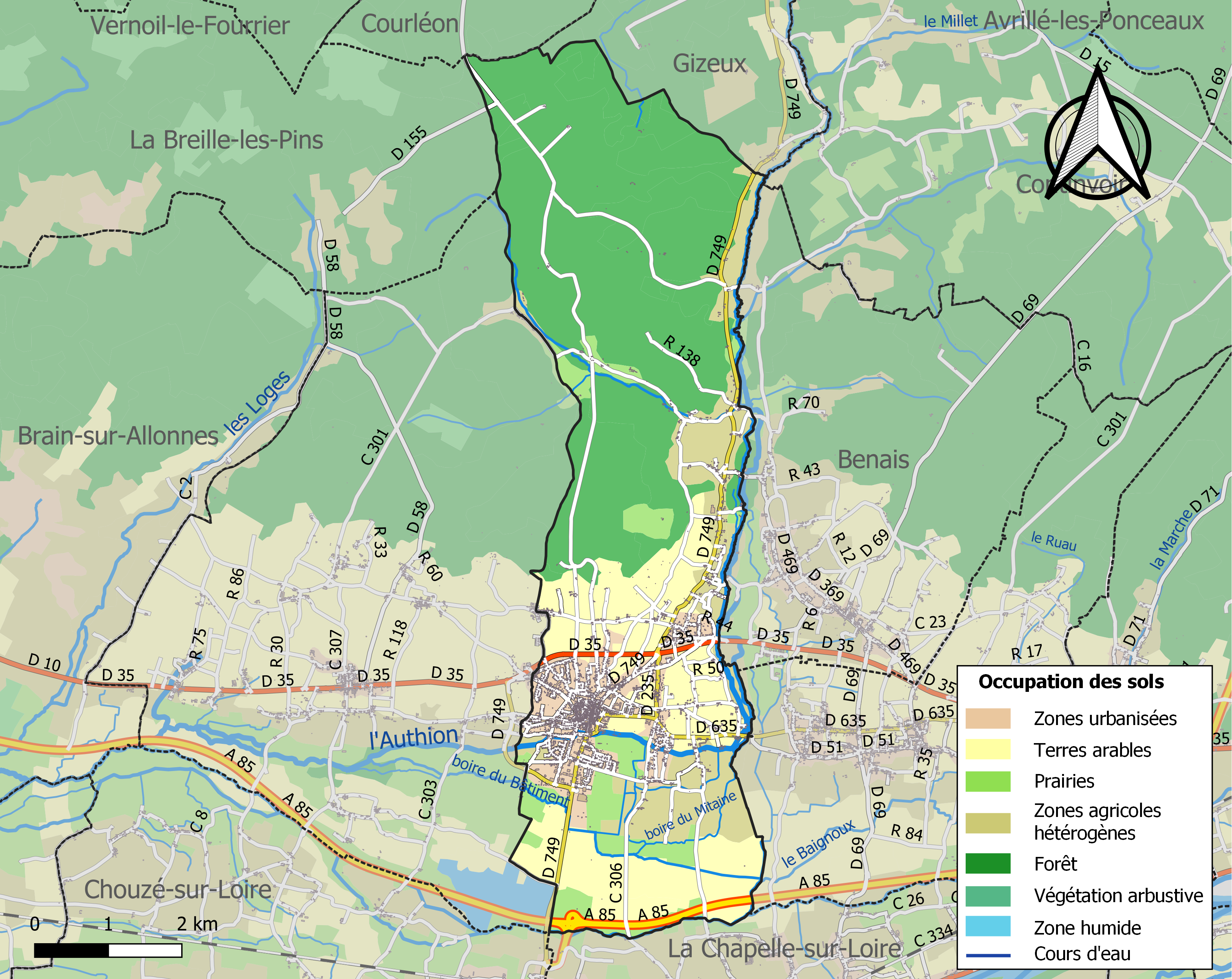
Kaart van de gemeente met belangrijkste infrastructuur, bodemgebruik en omliggende gemeenten

## Demografie
Onderstaande figuur toont het verloop van het inwonertal (bron: INSEE-tellingen).

## Geboren in Bourgueil
- Jean Carmet (1920-1994), Frans acteur

## Geschiedenis

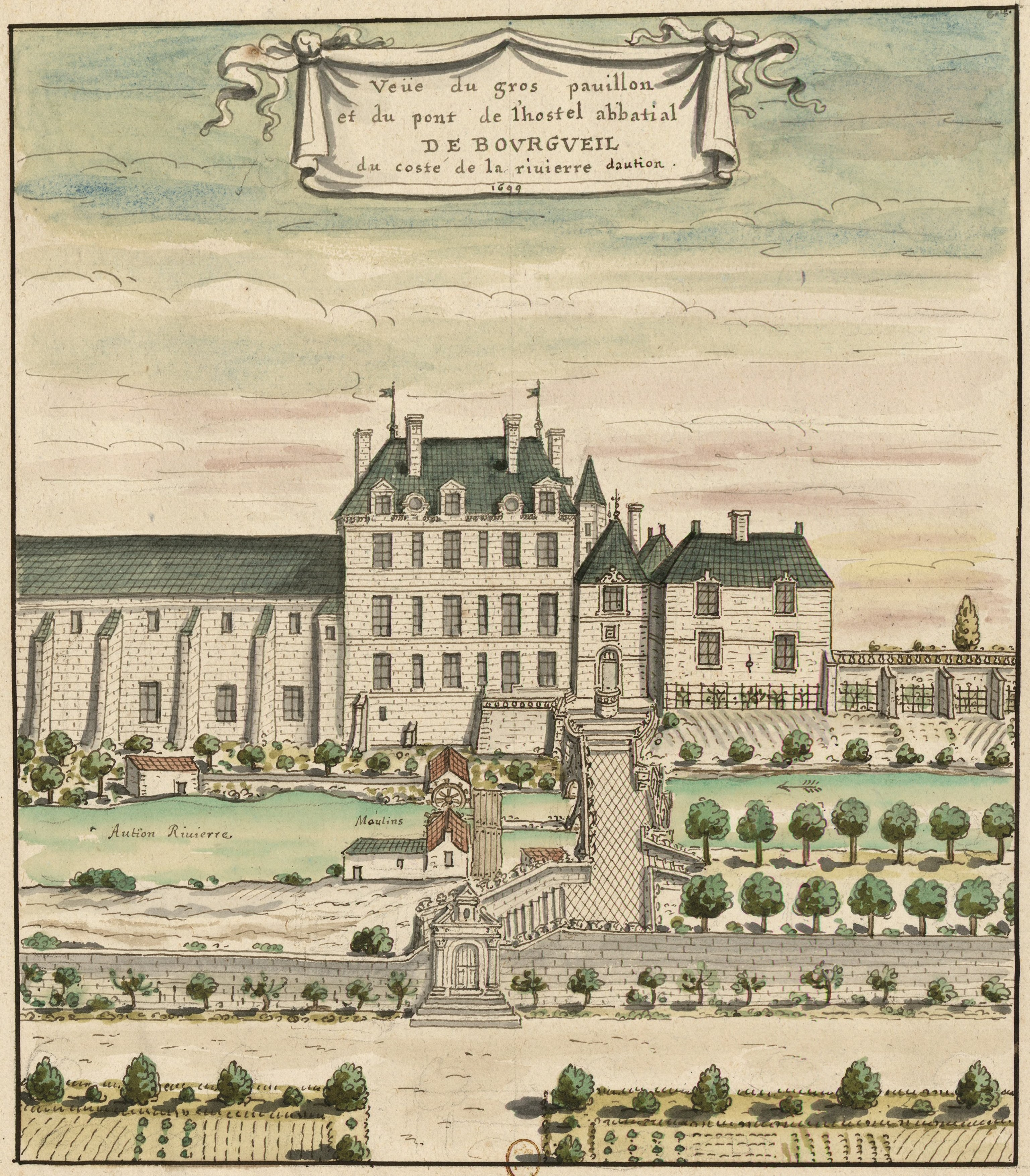
Voormalige abdij van Bourgueil

Op de Romeinse weg tussen Angers en Tours stond in de Romeinse tijd al een mansio, genaamd Burgolium. Van 990 tot 1782 beheerste de benedictijnerabdij van Saint-Pierre de Bourgueil-en-Vallée de hele streek. Deze abdij, in de nabijheid van het koninklijk kasteel van Chinon, was voor de Franse Revolutie een grootgrondbezitter in Anjou. Zij bezat tientallen andere kloosters, dorpen, landerijen en bossen. Vele adellijke geestelijken verbleven er of hadden inkomsten via de abdij. Dit alles eindigde met de Franse Revolutie.